# 莫夫人 (黎昭宗)
莫夫人（？—？），越南後黎朝第11任皇帝黎昭宗黎椅的夫人，武川伯莫登庸的养女。
黎初朝末期，皇室动荡，黎威穆帝、黎襄翼帝、废帝黎光治先后被杀。黎昭宗即位後，越南陈朝后裔陳暠起兵恢复陈朝，将军鄭綏平定陳暠後，又拥立黎榜、黎槱反对黎昭宗。黎昭宗依靠莫登庸，击败鄭綏，杀死黎槱。1521年，莫登庸被封为仁国公，莫登庸权势日炽，出入都使用天子的仪卫，引起黎昭宗的不满。莫登庸也想要控制黎昭宗，派养女莫氏进入宫中服侍黎昭宗，立为夫人，实际上是监视黎昭宗。1522年，黎昭宗又逃跑投靠西都的郑绥，莫登庸立昭宗的弟弟黎椿为帝。1525年，莫登庸灭郑绥，1527年，莫登庸杀死黎昭宗。